# ミュラ (カンタル県)
ミュラ （Murat）は、フランス、オーヴェルニュ＝ローヌ＝アルプ地域圏、カンタル県のコミューン。カンタル連山（fr）の麓に広がる山間地帯の中心地である。

## 地理

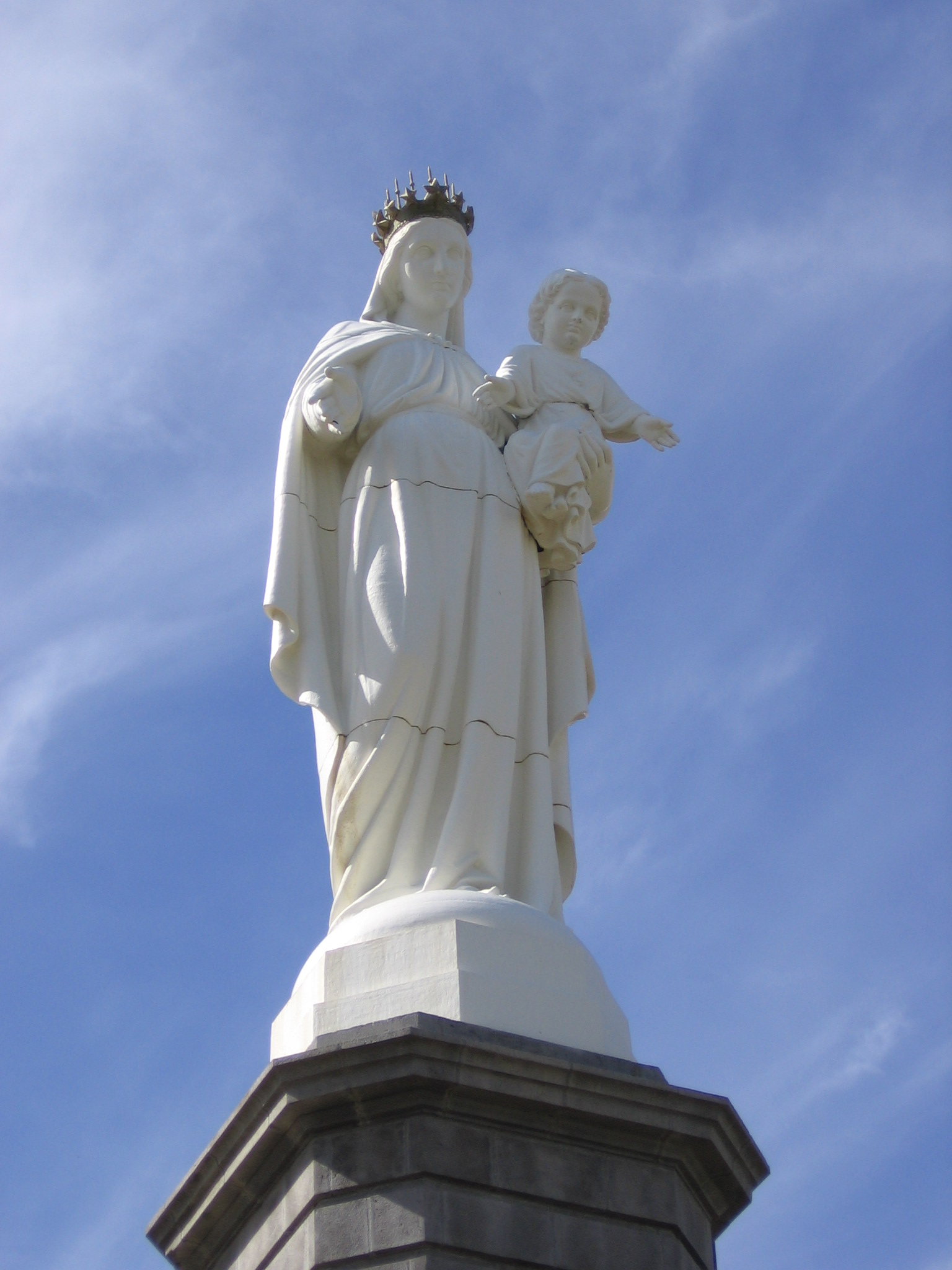
オート＝オーヴェルニュの聖母

ミュラはカンタル連山の東山麓、中央高地の中を流れる有数の河川アラニョン川の谷に位置する。古い火山火口の名残である、3つの玄武岩質の岩に囲まれている。シャステル岩山の他、ブルドン岩山には小修道院があり、ボヌヴィ岩の上にはオート・オーヴェルニュの聖母像がたつ。市場が毎週金曜日にたつ。

## 交通
ミュラは県の2箇所の主要都市と、二次的道路によって直接つながっている。オーリヤックとは49km、サン＝フルールとは29kmの距離である。ル・リオランのスキー・リゾートは、オーリヤックへ向かう道の中間にある。
ミュラには、北のクレルモン＝フェランや、南のオーリヤックやフィジャックへ向かう旅客列車が停車する。ミュラにはフィジャック-アルヴァン路線（fr、電化されていない単一路線で急勾配を走る）も停車する。これは2010年代初頭に改修が行われている。

## 歴史

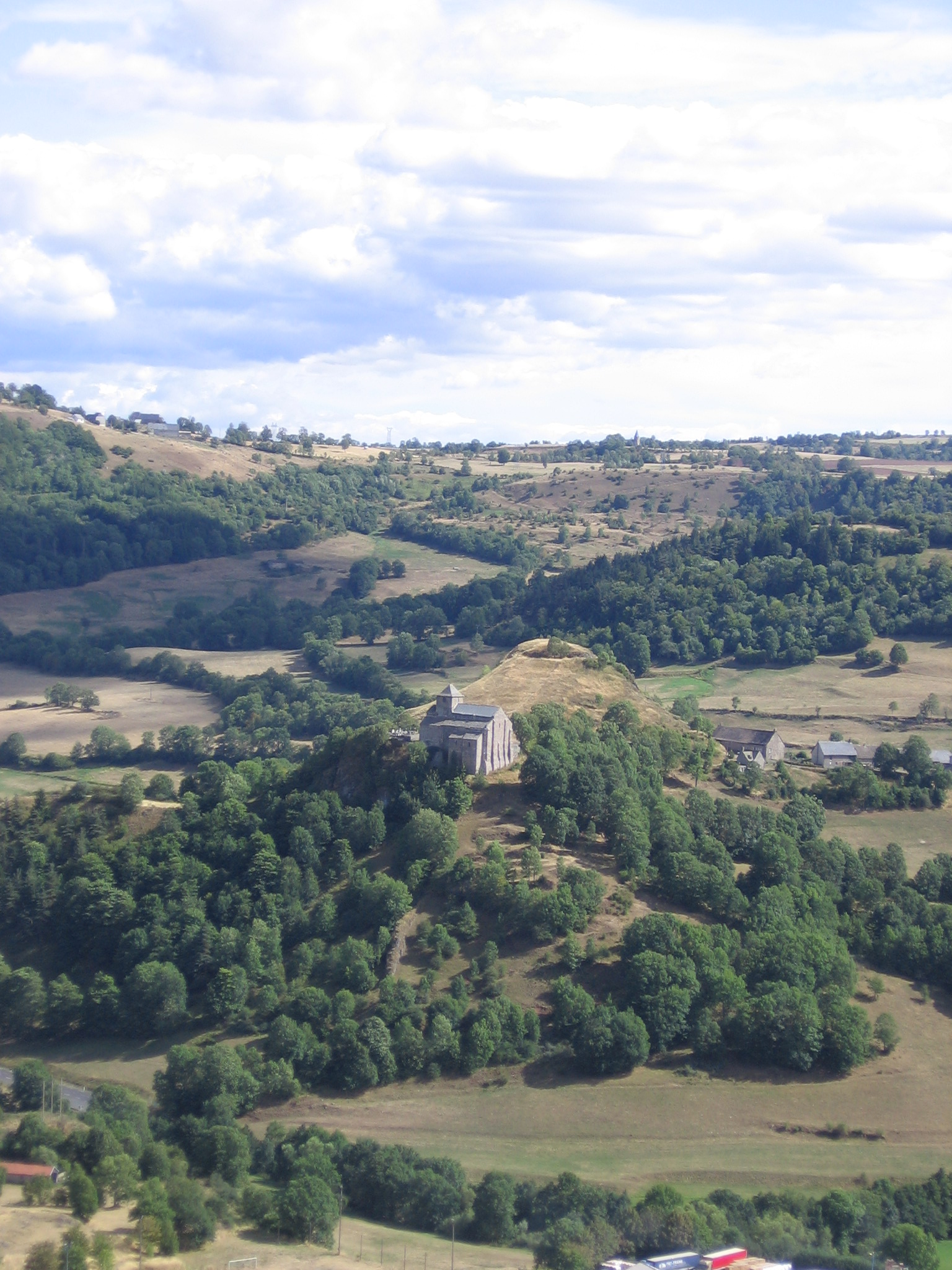
ブルドン岩

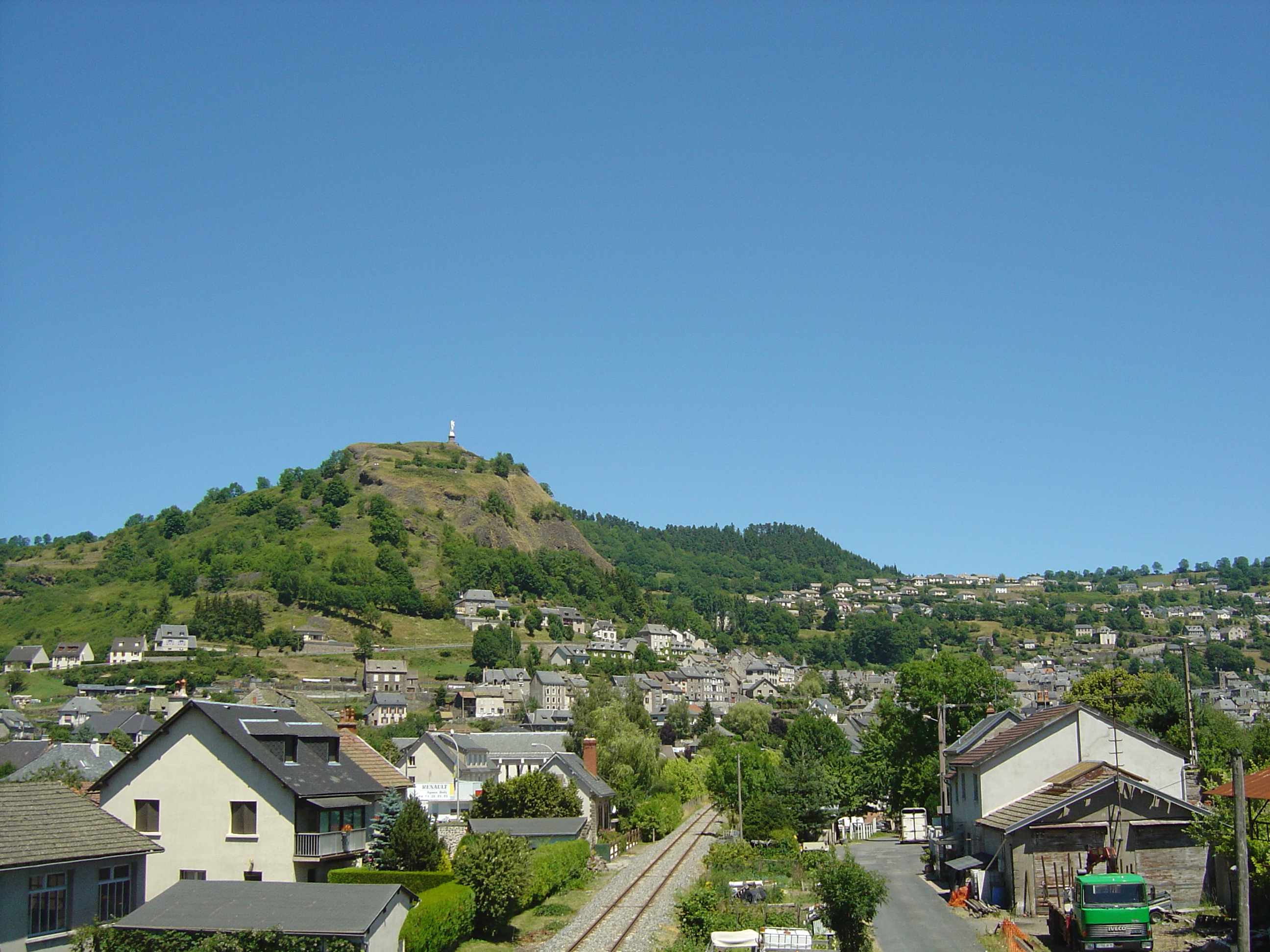
ミュラから眺めたボヌヴィ岩山

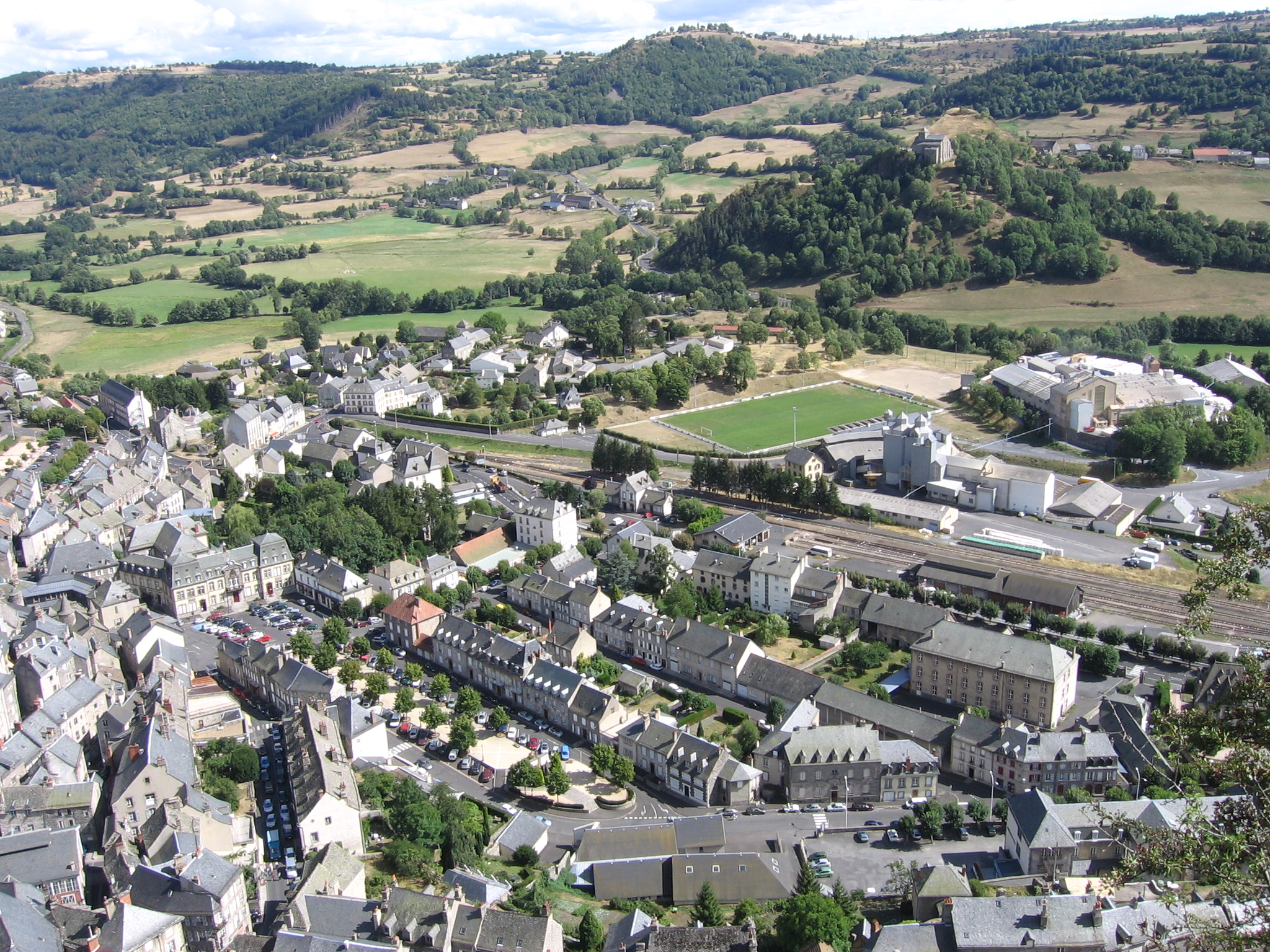
ミュラ駅

ミュラの起源は明らかでない。最初の歴史的な言及は270年頃にさかのぼる。町の名は、オーヴェルニュ地方に『福音の光』をもたらした、聖マメの説教の中に登場する。その後、ミュラに関する他の証言は1008年までない。この時の公文書には、ミュラは強力な子爵領であり、長く城が存在していることを記している。町は要塞であった。1283年、町はCastrum apud castrum de Murat（ミュラの要塞城による、の意味）の条約で言及される。1044年の記録では、ローマ王ハインリヒ黒王が町を包囲したとあるが、事実は異なる。
ケルト語でMuratは、『険しい岩』を意味する。

### 中世
中世の詳細な記録が残る。ミュラ子爵は非常に強大で、カルラ子爵の傘下にあった。代々の子爵はカルラ子爵に臣従を誓っていた。町の収入は、通常ミディ地方との純潔のサレール種ウシの売買、チーズ生産からもたらされていた。コムギもまた、貿易の重要な部分を占めていた。ミュラ住民は自治体特権を持っていた。1263年には、3人のコンシュル（彼らは唯一行政権を持ち、重要な決定は鐘の音が鳴らされ集まった住民たちによって採決された）を選出する許可を獲得し、どんな商品もコミューンが所有する重りではかる権利、領主の森を使用する権利を得た。
中世の間、ミュラは繰り返し領主間の戦争や紛争に由来する被害を受けていた。1265年、アプション領主はミュラ子爵領の土地をほぼ破壊した（戦争に行った子爵は囚われの身となった）。しかし、最も暗い時代は百年戦争の時代である。1357年、ブリウドを占領したイングランド軍がミュラを略奪した。彼らは5年後にも戻ってきて、ミュラ周囲を荒らしまわり、この時に3つの城が破壊された。こうした戦争の結果、町は住民の半分を失った。第二、第三の囲い地が建設された。
17世紀は飢饉と疫病の流行が特筆される。1630年の死者数は以前の2倍になった。1632年には厳しい飢饉が発生した。1649年の冬は人々が公の祈りを必要とするほど延び、1663年の冬は非常に厳しく、1693年から1694年にかけての数ヶ月で町は180人の住民を失ってしまうほどだった。1696年、ヌヴェールの慈善の姉妹会のマルスリーヌ・ポペルは、ミュラの町に不幸な人々を助けるための家を設立した。皮肉なことに、町が最も発達したのはこの一世紀だった。商業が栄えた。20軒の旅館とホテル、30人の織工、15人の屠殺業者と医者、弁護士、公証人、宝石商、宝石職人、画家、彫刻家がいた。

### 近代
フランス革命時代のミュラは重大な懸念を持っていた。新たな行政区画においてミュラは重要な位置を与えられた。ミュラは非常に成功した。ミュラはアランシュのかわりに郡庁所在地となったのである。この時代、サン・マルタン教会はトウモロコシの取引所に使われ、サン・ギャル修道院は病院に転換された。行政機関は旧ドミニコ会修道院におかれた。犯罪の容疑者は全員オーリヤックへ送られたので、ミュラ住民はギロチンを見ることがなかった。

### 現代
ブルボン王政復古、七月王政、1848年革命はミュラにわずかしか影響を与えなかった。しかし1866年の鉄道到来は注目しなければならない。まさに町は孤立を解消し、それを行ったのはグランド・サントラル鉄道会社（fr）であった。
20世紀、2度の世界大戦はミュラに甚大な被害をもたらした。第一次世界大戦ではミュラ生まれの102人の若者が戦死し、1939年から1940年の遠征でさらに7人が命を落としたのである。しかし真の大虐殺は、強制追放から生じた。ノルマンディー上陸作戦から少し後の1944年6月12日、フランス民兵団が関与するドイツ野戦憲兵がまさに逮捕を実施していた。60人のレジスタンス活動家がミュラに侵入し、位置につくと、ドイツ憲兵に発砲し始めた。最初彼らは守備を固めたが、最終的には数人の人質を連れて退却した。この作戦で、6人のドイツ憲兵と2人の民兵団員のみならず、SSのフーゴ・ガイスラー（fr）が殺された一方、レジスタンス側は数名の負傷者しか出なかった。ドイツ兵たちは6月24日に報復を始めた。10軒の住宅を破壊、300人が身柄を拘束され、117人が囚人となった。全員が16歳から50歳までの男性であった。彼らのうち87人は強制収容所から生還することはなかった。ミュラのフランス市民たちはコンピエーニュからノイエンガンメ強制収容所へ、大半がブレーメン・ファルゲ強制収容所へ送られた。2012年6月上旬、ミュラにおいて、ノイエンガンメ記念碑が除幕された。ミュラで起きたこと、追放され殺害された人々への追憶としてである ·  · 。

## 経済

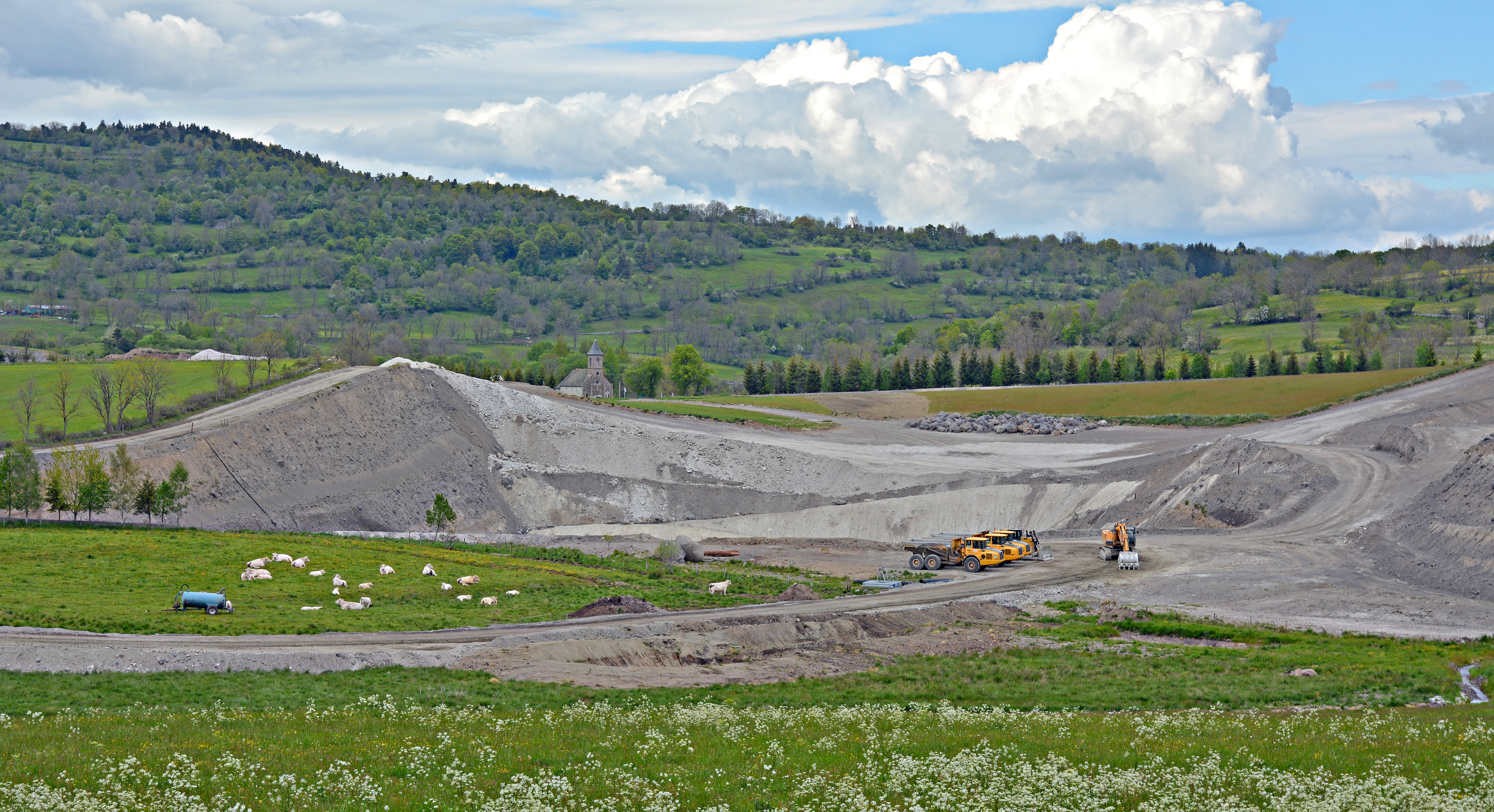
露天掘りで掘り出された珪藻土はミュラの工場で加工される

コミューンには、周辺の農家と関係する農業食品分野の企業がある。生乳加工、製粉、家畜飼料などである。食品のろ過助剤として使われる珪藻土は近くの採石場から産出され、焼成される。町は、商店のネットワークと、二次基幹病院があるため、周辺自治体にとってのサービスセンターとなっている。最後に、カンタル連山とミュラ旧市街は観光地となっている。
コミューンは必要な専門機器、ワイヤレス・インターネット・アクセス、プリンター、映像会議設備と会議室を備えた7箇所のテレワークセンターを建設している。

## 人口統計
| 1962年 | 1968年 | 1975年 | 1982年 | 1990年 | 1999年 | 2006年 | 2011年 |
| ------ | ------ | ------ | ------ | ------ | ------ | ------ | ------ |
| 2438   | 2587   | 2605   | 2435   | 2409   | 2153   | 2077   | 1947   |

参照元:1999年までEHESS、2004年以降INSEE

## 史跡
ミュラの旧市街には多くの中世、ルネサンス期の建物が残っている。

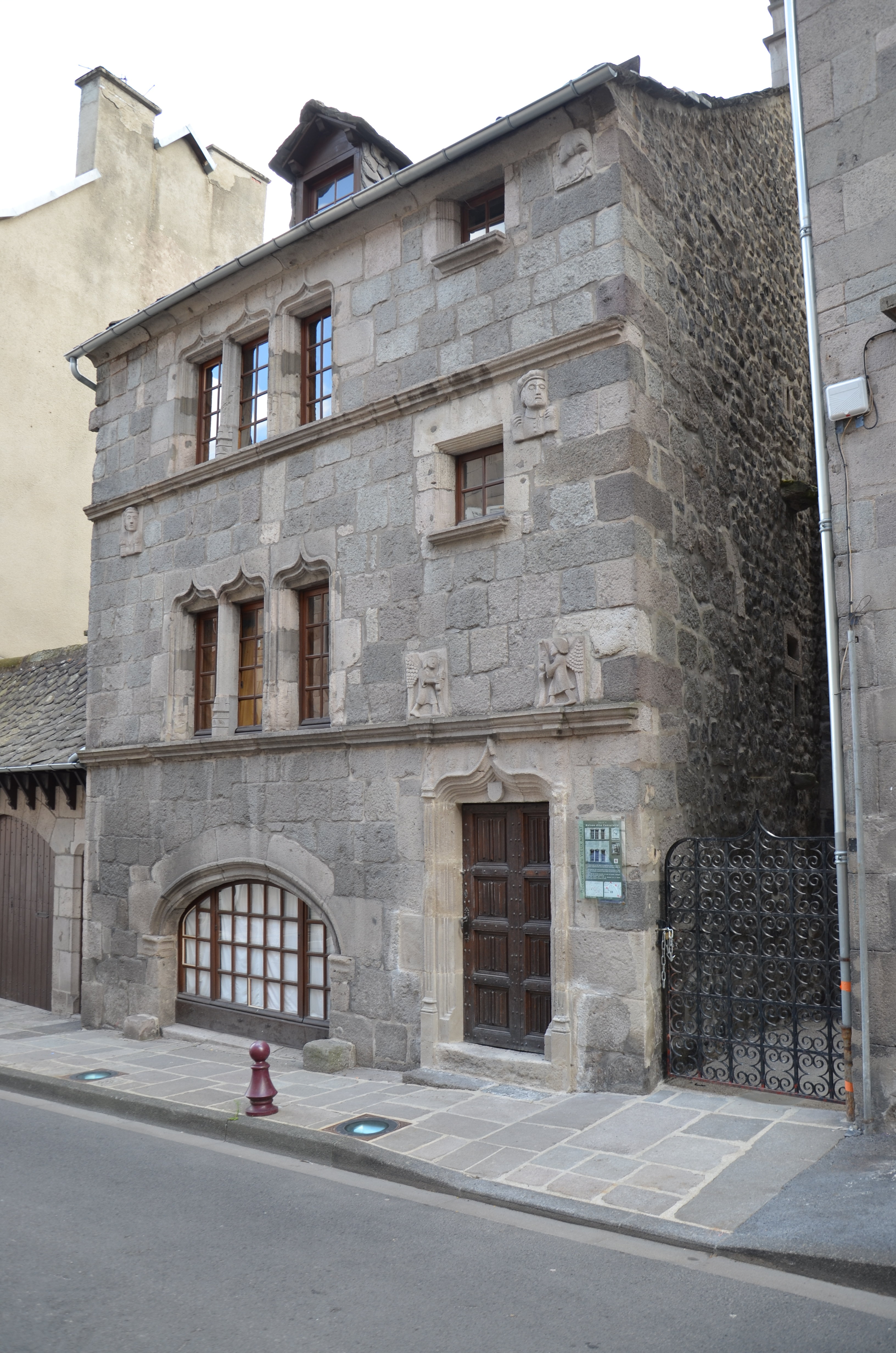
コンシュル邸
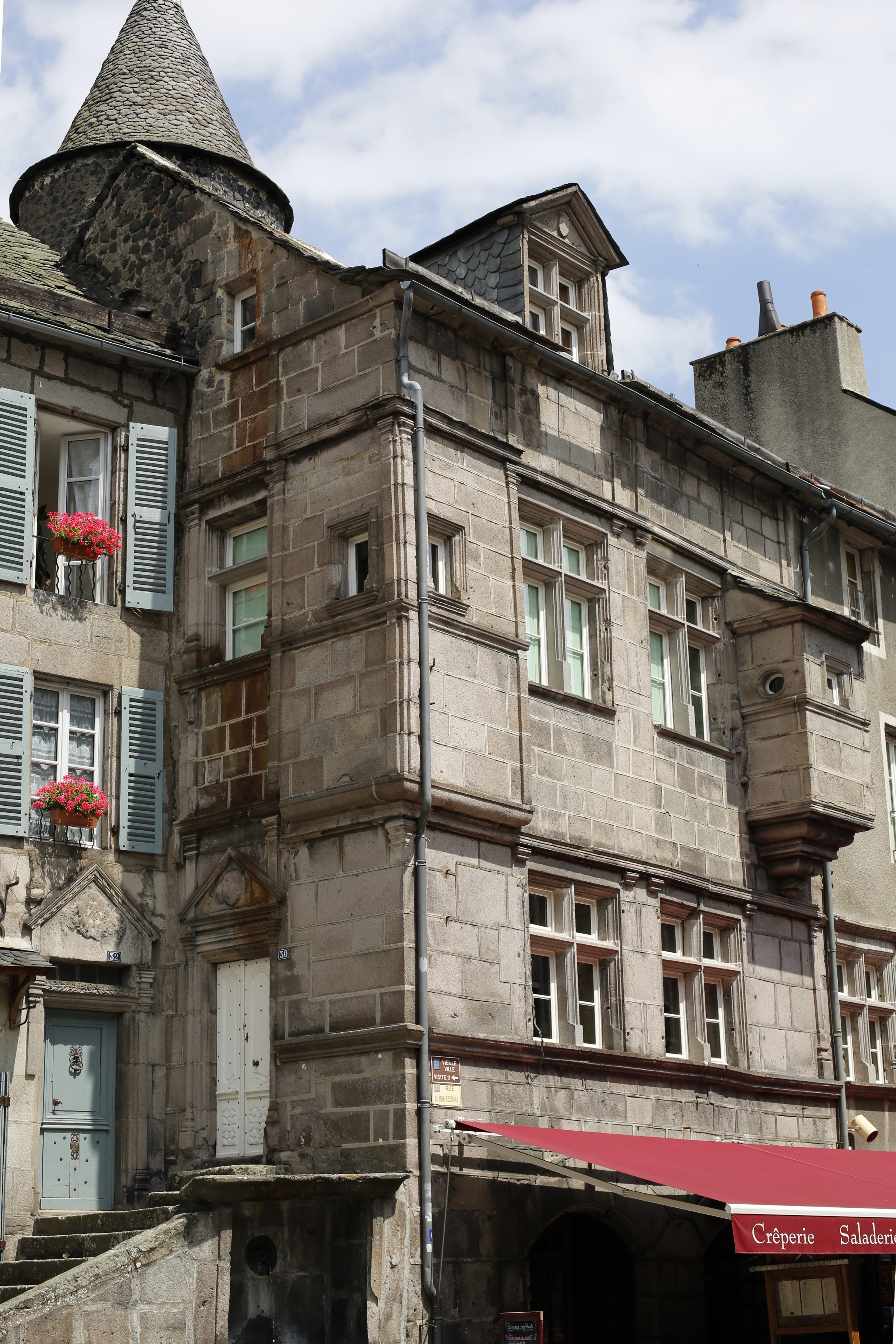
ユルゴン邸
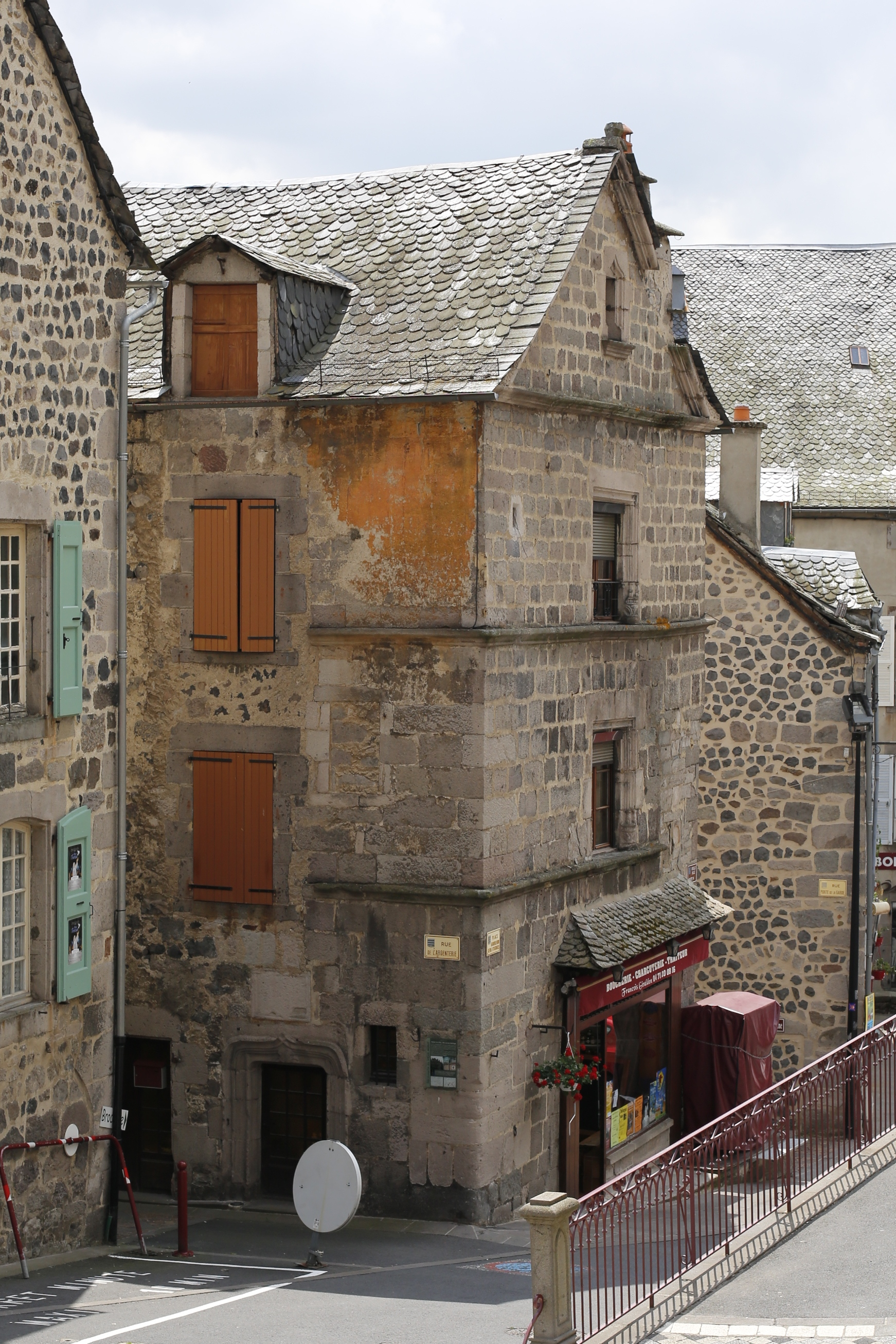
代官の邸宅
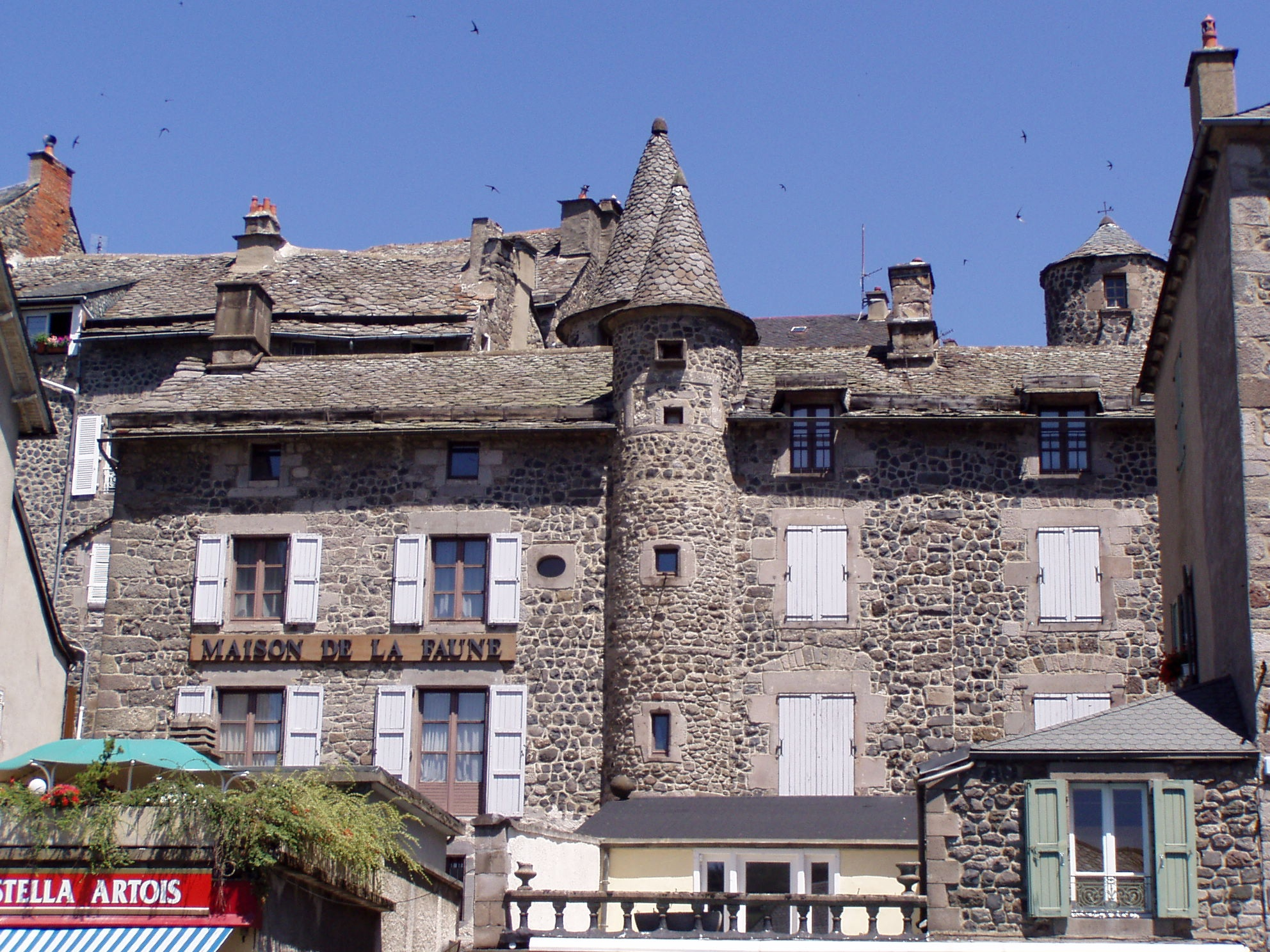
フォーヌ邸
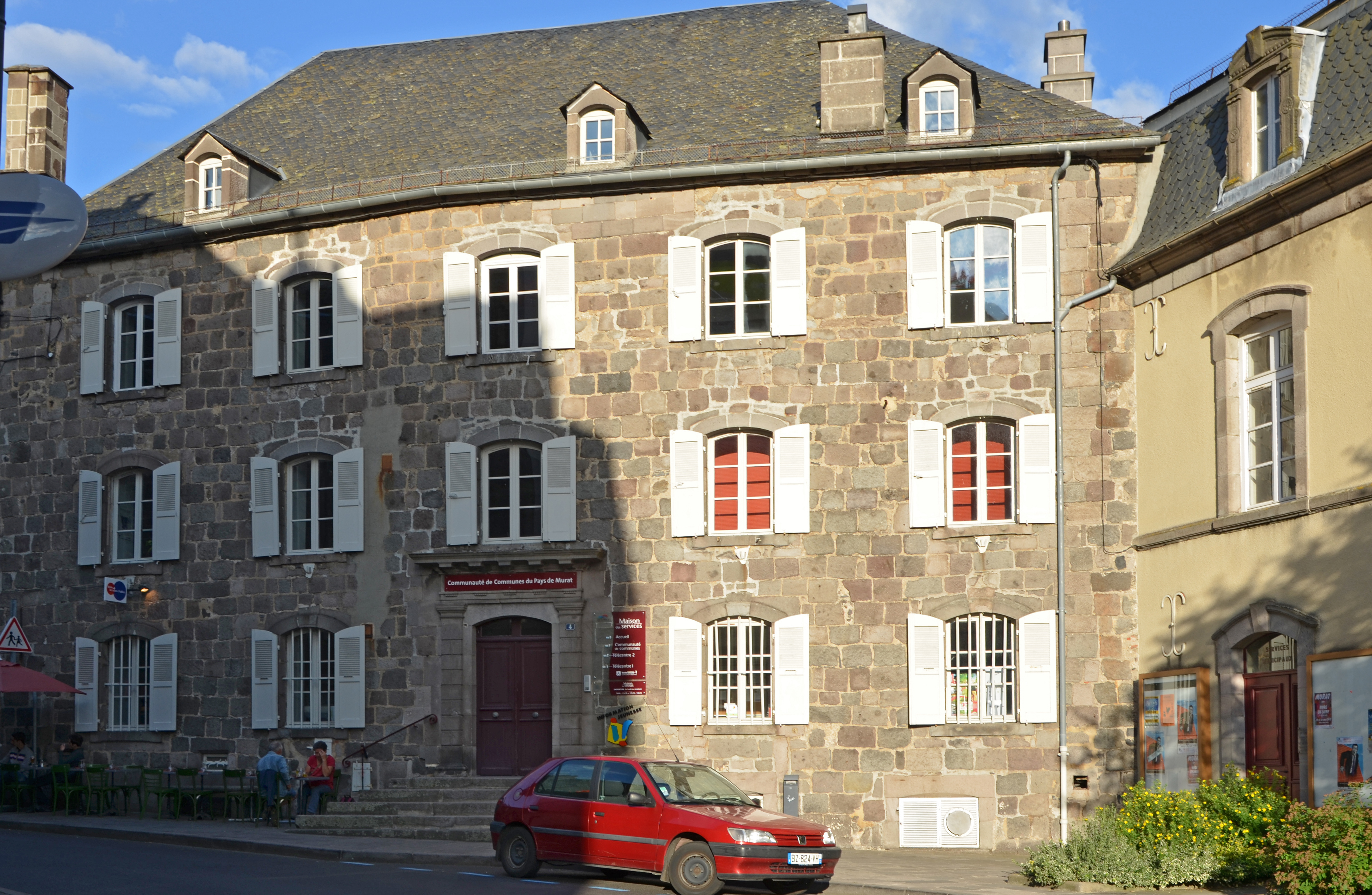
旧裁判所
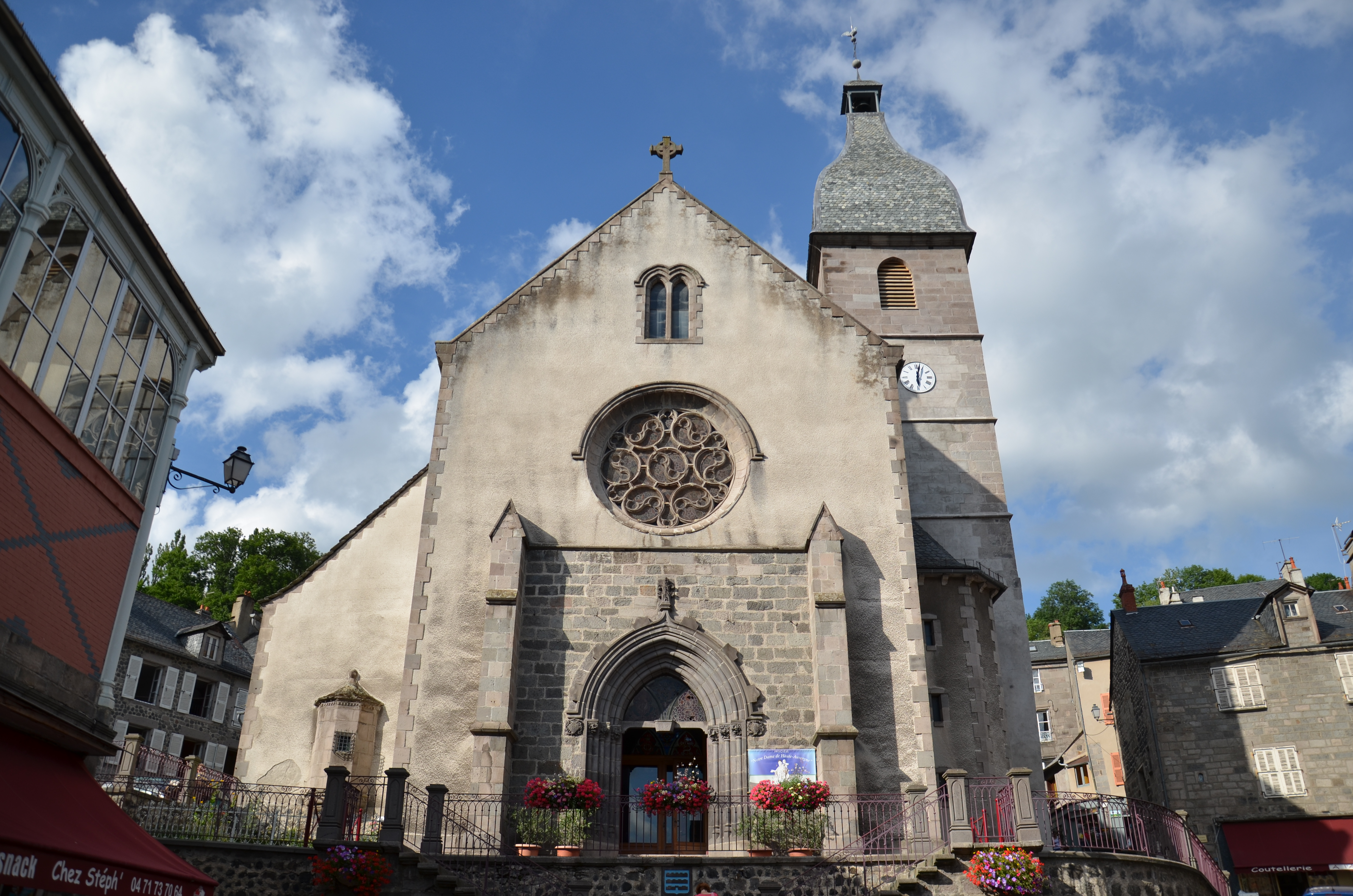
ノートルダム参事会教会
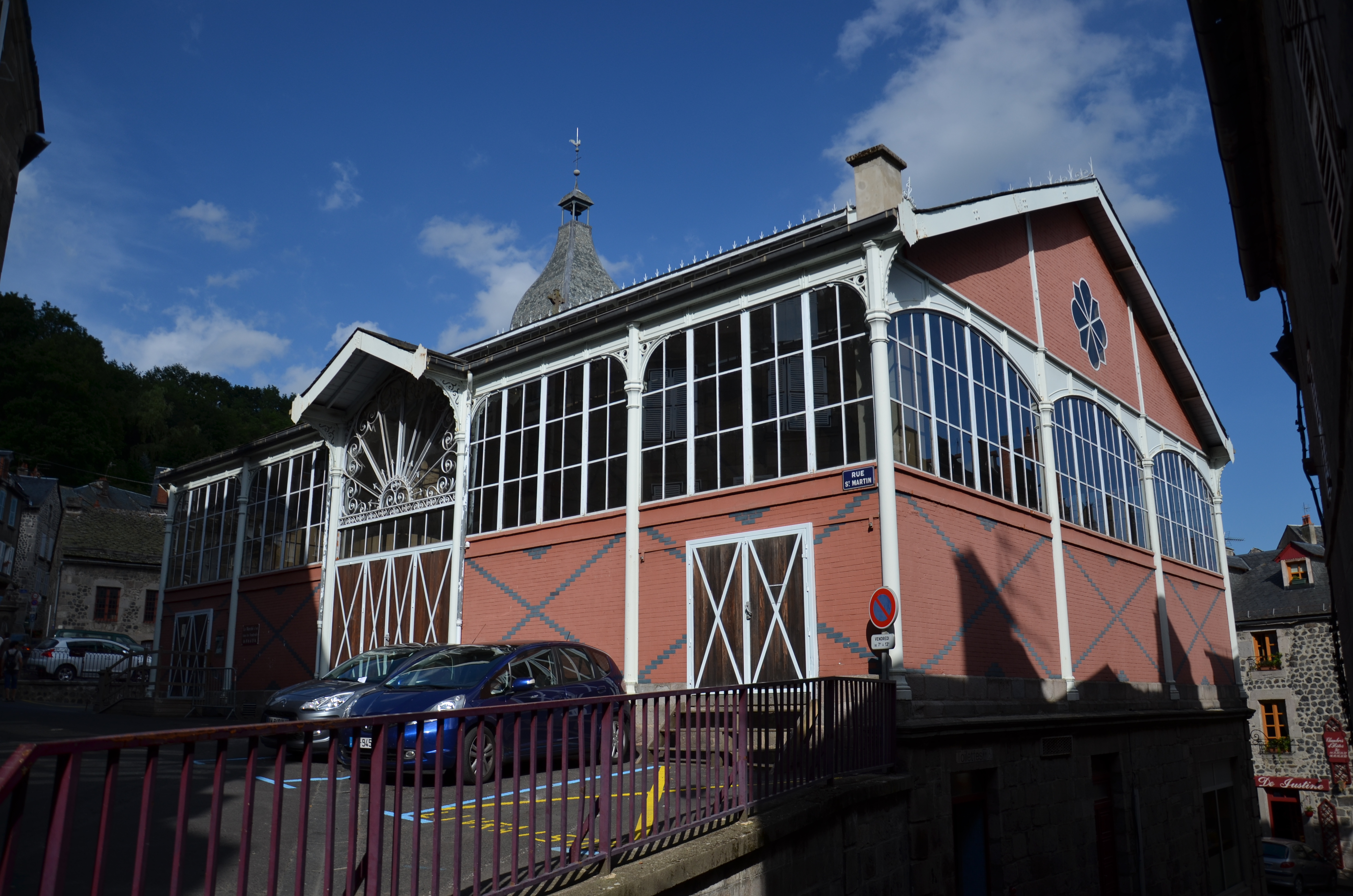
ホール

## 姉妹都市
- オロンヌ＝シュル＝メール、フランス